# Akkoç, Döşemealtı
Akkoç là một xã thuộc huyện Döşemealtı, tỉnh Antalya, Thổ Nhĩ Kỳ. Dân số thời điểm năm 2011 là 325 người.